# Léon Chappuis
Ne doit pas être confondu avec Léon Salin Chappuis.
Pour les articles homonymes, voir Chappuis.
Léon Chappuis, né le 14 août 1896 à Houilles et décédé le 19 août 1953  à Poitiers, est un général de division français, grand officier de la Légion d'honneur, titulaire de la  Distinguished Service Cross américaine.
Il commande une compagnie lors de la Première Guerre mondiale et se distingue dans de nombreux coups de mains. Il est cité huit fois et fait chevalier de la Légion d'honneur. Il s'illustre ensuite lors de la Seconde Guerre mondiale, au cours de laquelle, tout d'abord au commandement du 7e régiment de tirailleurs algériens (7e RTA), il prend part à la campagne d'Italie et à la libération de Marseille en août 1944. Puis, à la tête de l'infanterie divisionnaire de la 2e division d'infanterie marocaine (2e DIM), il combat lors de la Bataille des Vosges, de la Bataille d'Alsace et lors de la réduction de la poche de Colmar.

## Biographie

### Famille
Léon est le fils d'Ernest Chappuis, né à Lausanne, employé de banque, et d'Alice Augustine Léonie Dron, née à Paris. Sa famille paternelle est d'origine suisse, de Rivaz dans le canton de Vaud. Il se marie le 22 octobre 1932 à Paris avec Marcelle Elisabeth Carbonnier.

### Formation
Il est élève de l'École spéciale militaire de Saint-Cyr en 1919-1920.
En 1930, il entre à l'École supérieure de guerre et obtient son  brevet d'état-major en 1932.

### Première Guerre mondiale
Il participe  à la Première Guerre mondiale au sein du 171e régiment d'infanterie comme chef de section puis comme lieutenant commandant une compagnie. Il se distingue dans « l'exécution hardie de coups de mains périlleux », est blessé et est cité huit fois. Il est fait chevalier de la Légion d'honneur en 1920.

### Guerre du Rif (1925-1927)
Entre 1925 et 1927, il combat au Maroc lors de la Guerre du Rif. Il est cité une nouvelle fois.

### Seconde Guerre mondiale
Lorsque la Seconde Guerre mondiale éclate, il est fait prisonnier le 19 juin 1940 puis s'évade peu de temps après. Il est cité à l’ordre de l’armée le 30 juillet 1941.
En juin 1943 il rejoint l'Algérie  et reçoit le commandement du 7e régiment de tirailleurs algériens (7e RTA) de la 3e division d'infanterie algérienne (3e DIA). Surnommé le "Père Chaps", il débarque en décembre 1943 à Naples avec le corps expéditionnaire français du général Juin et s'illustre lors de la campagne d'Italie. Puis, il prend part après le Débarquement de Provence en août 1944, à la libération de Marseille.
En 1949, le général de Lattre de Tassigny, dans son Histoire de la Première armée française, soulignera l'importance de cet événement.
En octobre 1944, il quitte le 7e RTA pour commander  l'infanterie divisionnaire de la 2e division d'infanterie marocaine (2e DIM) du général Carpentier. Il s'illustre lors de la Bataille des Vosges, de la Bataille d'Alsace puis lors de la réduction de la poche de Colmar.
Il est cité huit fois au cours de la guerre, fait commandeur de la Légion d'honneur en décembre 1944 pour avoir été « un des plus brillants artisans de la Libération de Marseille » et promu général de brigade le même mois.
En octobre 1945, il est décoré de la prestigieuse Distinguished Service Cross américaine « pour son héroïsme exceptionnel » lors des combats à Marseille et dans les Vosges.

### Après-guerre
En 1948, il est fait grand officier de la Légion d'Honneur.
Promu général de division le 1er juin 1951, il devient l'adjoint du général commandant la 1re région militaire en 1952.
Il meurt carbonisé le 19 août 1953 dans un accident de la route près de Poitiers.

## Décorations principales

### Décorations françaises
- Grand officier de la Légion d'honneur (27 octobre 1948)
  - Commandeur (1944)
  - Officier (1935)
  - Chevalier (1920)
- Croix de guerre 1914–1918 (8 citation)
- Croix de guerre 1939–1945 (8 citations)
- Croix de guerre des Théâtres d'opérations extérieurs (1 citation)
- Médaille de la Résistance française, avec rosette
- Croix du combattant volontaire 1914-1918
- Médaille des blessés de guerre

### Décorations étrangères
- Distinguished Service Cross  (États-Unis) (2 octobre 1945)
- Commandeur de  l'Ordre de l'Empire britannique (Royaume-Uni)